# Український хорт
Український хорт, також відомий як Чортай (англ. Chortai), — українська порода хортів.
Великий, тонкокісний, але в той же час маючий міцну статуру собака, зі значно видовженими пропорціями. У повсякденному житті спокійний. Має виключно добрий зір, здатний помічати рухомі об'єкти на дуже великій відстані. Попри зовнішній спокій, хорт миттєво реагує на здобич, що рухається. Це витривалий мисливський собака, що виділяється послухом та повною відсутністю агресії до людини. Пес називається — Хорт, а сука — Хо́ртиця.

## Історія
Український хорт — це порода собак, що століттями розвивалася у степах на півночі від Чорного моря, повільно розповсюджуючись з гір Афганістану на захід. Хортів розводили різні народи, що жили на теренах сучасної України.
Хортоподібні собаки фігурували на скіфських зображеннях, ці пси були священними тваринами для скіфів. В сучасній українській мові слово собака походить від скіфського — spaka. Давньоруські князі та їхні дружинники теж мали ловецьких — "лоших" собак, але вони не були такими, як сучасні хорти.
У 1951 році в СРСР було прийнято перший стандарт породи (рос. хортая борзая). Всього нараховується близько 2 500 — 3 500 українських хортів, майже всі з них живуть в Україні та інших країнах колишнього СРСР.
Міжнародна кінологічна федерація не визнає українських хортів, однак породу визнано на національному рівні усіма державами — членами МКФ на пострадянському просторі.
Власники цих собак — переважно місцеві мисливці, які мешкають у віддалених, іноді ізольованих селах у степу. Цим пояснюється незначна репрезентація українського хорта на виставках. Для них хорт — цінний помічник у полюванні, особливо взимку. У XVIII-XIX ст. вправний хорт цінувався так само, як добрий верховий кінь.
З 2000-х років хортів стали експортувати в Європу та Північну Америку, для чого було встановлено стандарт породи для нового, поки не названого підтипу. У 2005 році першого хорта було експортовано в США. Перші зареєстровані цуценята за межами колишнього СРСР народилися в Європі 2006 року.
Український хорт є надзвичайно рідкісною породою собак, які відбираються для племінного розведення виключно за своїми мисливськими якостями.

## Зовнішній вигляд

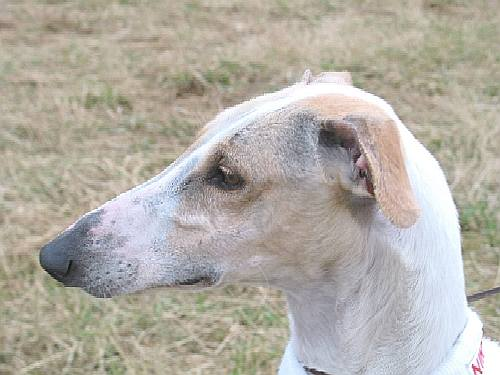
Голова українського хорта

Великий або дуже великий собака. Порода має 5 різних типів, принаймні, з такою же кількістю підтипів для кожного основного типу. Результатом цього є варіативність породи, що пристосовує її до різноманітності географії, клімату та специфіки полювання.
Усі стандарти породи для українського хорта базуються насамперед на робочих якостях, а не на зовнішності, але оскільки певні особливості роблять його унікальним мисливським собакою, більшість хортів мають подібну анатомію: лапи довгі, хребет гнучний, а черево непропорціонально глибоке порівняно с талією. Там розташовані великі, потужні легені. Череп собаки довгий і вузький, вуха малі.
Зріст псів у холці складає 65-75 см, сук 61-71 см. Маса тіла залежить від типу і знаходиться в значенях 18-35 кг.
Кола хорт не переслідує здобич на полюванні, його типова хода — плавна, гнучна, легка рись. У женечі за здобиччю хорт рухається швидкими стрибками великої довжини. Коротка, щільна шерсть може бути будь-якого кольору, оскільки вирішальними якостями для породи є здоров'я та вміння. В собак темних кольорів зазвичай чорний ніс, а в світлих — коричневий. Очі можуть бути будь-якого кольору, і зазвичай мають дуже темний або чорний край.
Серед собак експортного підтипу колір шерсті та кольорові комбінації обмежені: білий, чорний, кремовий усіх відтінків, рудий, соболиний і тигровий, суцільний або строкатий (з білими плямами або білий с кольоровими плямами). Чорний плащ і чорна маска, сірий або рудий підпал є допустимими. Нетипові кольори, такі як коричневий чи шоколадний, сідло, плямистість, а також сині або світлі очі не допускаються. Цей підтип все ще формується, можуть бути введені додаткові обмеження, але стандарт оригінального хорта незмінний.

## Характер
Український хорт має дружелюбний характер. Він не повинен бути агресивним до людей, однак до незнайомців може ставитись недовірливо. Внаслідок суворого відбору собак для полювання під керівництвом людини, хорт належить до порід, що легко навчаються, демонструють гарне виконання базових команд і мають високий інтелект.
У зграї хорти за поведінкою близькі до аборигенних порід і вовків. Зазвичай вони легко уживаються великими групами, легко взаємодіють з іншими собаками. Оскільки селяни взагалі не терпять собак, які шкодять їхній худобі, добре соціалізований, з щенячого віку, хорт не нападає на свійських тварин, і легко вчиться розрізняти, на кого не можна полювати.

## Застосування
У своєму початковому ареалі український хорт досі є виключно мисливським собакою. Його застосовують для полювання на степових тварин: зайців, лисиць, вовків. Він надзвичайно витривалий, здатний працювати з ранку до пізнього вечора. До 8—10 погонь за звіром на день (включаючи відстежування здобичі разом з мисливцем на великі відстані) — цілком здійсненне робоче навантаження. На відміну від уіппета чи російського псового хорта, український хорт — не спринтер на короткі відстані. Дичина зазвичай переслідується на дистанціях до 4 км у відкритому степу. Хорт може повторити таку погоню після недовгого відпочинку. На відміну від більшості порід хортів, український хорт на полюванні використовує не тільки свій зір: він часто відслідковує здобич, що зникла з поля зору, користуючись добре розвиненим нюхом.
Хортів застосовують поодинці при полюванні на дрібну дичину або групами при полюванні на велику. Дрібну здобич хорт ловить і вбиває миттєво, велика заганяється в кут і утримується на місці до появи мисливця. Хорт має "м'який рот", як і більшість інших мисливських порід, тому що після швидкого вбивська хорту не можна псувати шкуру звіра, бо мисливці також користуються хутром.

## Здоров'я
Собаки цієї породи доволі пізно розвиваються, дуже енергічні та довго живуть. Часто немолоді особини, що "вийшли на пенсію" після активної мисливської кар'єри, починають кар'єру у племінному розведенні у віці 8-9 років маючи відмінне здоров'я. Хвороби, специфічні для породи, або спадкові захворювання, такі як дисплазія тазостегнових і ліктьових суглобів зустрічаються дуже рідко. Тривалість життя українських хортів залежить від застосування протягом життя собаки. В регіонах, де вони полюють на велику дичину, особливо хижаків, доволі великий відсоток собак, що загибли молодими на полюванні. Якщо виключити ці небезпеки, 14—15 здорових років — звичайна тривалість життя для цієї породи.
Однак варто відповідально поставитись до раціону хорта, щоб не перегодовувати цуценят і молодняк. Порода сформувалася на аскетичній, простій і низькокалорійній дієті з невеликою кількістю м'яса, особливо м'яса високої якості.
Більшу частину року в мисливців хорт отримує небагато їжі, переважно це об'їдки зі столу, вівсянка, хліб, просочений молоком, і гризунів, яких може зловити вдома. Тільки під час весняного забою овець і основного сезону полювання вони отримують більше м'яса: нутрощі та субпродукти тварин, на яких вони полюють зі своїми власниками. В результаті, представники цієї породи погано засвоюють промислові собачі корми та домішки з високим вмістом білків. Також молоді собаки можуть страждати від порушень у формурованні опорно-рухового апарату, кісткових і суглобових тканин при неправильному харчуванні.